# Joseph Kenner
Joseph Kenner (24 de juny de 1794, a Viena – 20 de gener de 1868, a Bad Ischl) va ser un oficial públic, artista, i governador del districte de Freistadt i Bad Ischl. És conegut per la seva relació amb el compositor Franz Schubert.
Kenner era un fill il·legítim i va créixer amb la cura de la seva mare (nascuda: Harl) a Linz, amb el suport de la família von Spaun, d'una gran tradició musical. Va assistir al seminary de l'Abadia de Kremsmünster des de 1805 fins a 1811, on va conèixer Franz von Schober i Franz von Schlechta. En aquella època va entrar al Seminari de Viena, on va conèixer el compositor Franz Schubert, el qual musicaria molts dels seus poemes. La seva amistat amb Schubert s'estengué a altres coneguts del cercle de Schubert, com el pintor Moritz von Schwind, qui va valorar positivament les pintures de Kenner, incloent un cicle d'il·lustracions de màrtirs, Der Liedler.
Kenner va compartir informació i material de Schubert amb el biògraf Ferdinand Luib el 1858 i apareixen citats per Otto Erich Deutsch.
Kenner estudià jurisprudència i ciències polítiques i esdevingué un alumne intern en l'oficina d'impostos de Linz el 1822 i arribà a ser promogut a magistrat el 1843. De 1850 a 1854 fou governador del districte de Freistadt i de 1854 a 1857, governador a Ischl.
Kenner també col·leccionà monedes per a l'Associació del Museu d'Upper Austrian (ara el Landesmuseum). Els seus fills Anton i Friedrich assoliren més endavant posicions socials importants dins la vida intel·lectual austríaca i en l'Acadèmia Austríaca de les Ciències.